# Euodynerus foraminatus
Euodynerus foraminatus (лат.) — вид одиночных ос из семейства Vespidae.

## Распространение
Встречаются в Северной Америке: Канада (все провинции), США, Мексика.

## Описание
Длина переднего крыла самок 7,0—10,5 мм, а у самцов — 6,0—9,0 мм. Окраска тела в основном чёрная с жёлтыми отметинами. Гнёзда строят в древесине, ветвях. Для кормления своих личинок добывают в качестве провизии гусениц бабочек из семейств Oecophoridae, Tortricidae, Gelechiidae, Pyralidae, Crambidae (Pyraustinae) и Thyrididae.